# Энтони, Аракапарамбил Куриен
Аракапарамбил Куриен Энтони (англ. Arackaparambil Kurien Antony) — индийский государственный деятель. Занимал должность министра обороны Индии с 26 октября 2006 по 26 мая 2014 года. На этом посту его сменил Арун Джетли.

## Биография
Родился 28 декабря 1940 года в небольшом городе Чертхала. В 1977 году Энтони стал самым молодым в истории главным министром штата Керала. Спустя 15 лет вновь стал главным министром Кералы, до 1996 года занимал эту должность.
В 1996 году партия Левый демократический фронт победила на выборах в законодательную ассамблею Кералы, Энтони стал лидером оппозиции от проигравшей партии Индийский национальный конгресс. В 2001 году вновь становится главным министром Кералы, эту должность он занимал до 29 августа 2004 года. В 2005 году стал депутатом в верхней палате (Раджья сабха) парламента Индии, а в 2006 году возглавил министерство обороны страны.